# IC 4617
IC 4617 ist eine Spiralgalaxie mit aktivem Galaxienkern vom Hubble-Typ Sbc im Sternbild Herkules. Sie ist schätzungsweise 495 Millionen Lichtjahre von der Milchstraße entfernt und hat einen Durchmesser von etwa 110.000 Lichtjahren.

Im selben Himmelsareal befinden sich u. a. die Objekte NGC 6199, NGC 6205, NGC 6207.
Das Objekt wurde von Edward Emerson Barnard entdeckt.